# MegaCharts
MegaCharts, Dutch Charts, GfK Dutch Charts — структура, ответственная за составление и выпуск всех основных официальных музыкальных чартов Нидерландов. Mega Top 50 и Mega Album Top 100 являются самыми известными из них. MegaCharts также предоставляет информацию для Stichting Nederlandse Top 40. По этим данным составляются такие чарты, как Dutch Top 40, Tip Parade.
MegaCharts является частью «GfK Benelux Marketing Services».

## Чарты, выпускаемые на основе данных The Mega Charts

### Синглыипесни
- Mega Top 50
- Dutch Top 40
- Single Top 100
- Tipparade

Чарт, основанный в 1967 году радио Veronica. Составляется по итогам продаж из 30 композиций, которые имеют большие шансы попасть в общенациональный голландский чарт Dutch Top 40.
- Mega Dance Top 30

Чарт танцевальных композиций.
- Mega Airplay Top 50

Чарт, составляемый по итогам ротации композиций в телевизионном и радио эфирах.

### Альбомы
- Mega Album Top 100

Текущий чарт самых продаваемых альбомов.
- Mega Verzamelalbum Top 30

Чарт альбомов-сборников.
- Backcatalogue Top 50
- Scherpe Rand van Platenland

Чарт не мейнстримовых песен.

### DVD
- Music DVD Top 30
- Film DVD Top 30